# Wajima
Wajima (Japans: 輪島市, Wajima-shi) is een havenstad aan de Japanse Zee in de prefectuur Ishikawa in Japan. Op 1 november 2009 had de stad 30.242 inwoners. De bevolkingsdichtheid bedroeg 70,9 inw./km². De oppervlakte van de stad is 426,26 km².
Wajima ligt aan de noordwestkust van het schiereiland Noto en wordt in het noorden en westen begrensd door de Japanse Zee. Delen van de stad liggen binnen de grenzen van het nationaal park Noto Hantō Quasi. Het eiland Hegurajima, gelegen op 47 kilometer van de noordkust van het schiereiland Noto, maakt administratief deel uit van de stad Wajima.

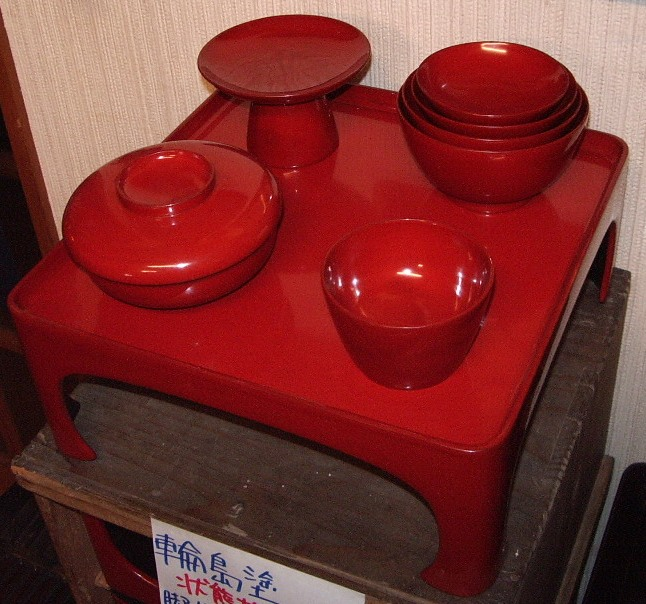
Wajima-nuri

Wajima is landelijk bekend door de productie van lakwerk, genaamd Wajima-nuri (輪島塗), en de stad heeft daar de titel Urushi no sato (geboortestad van lakwerk) door gekregen. Vroeger was de regio zeer geschikt voor de lakwerkproductie, wegens het voorkomen van de lakboom (Toxicodendron vernicifluum). Tegenwoordig komt de meeste ruwe lak uit China naar Wajima.

## Geschiedenis
Op 31 maart 1954 werd Wajima een stad (shi) na de samenvoeging van de gelijknamige gemeente en zes dorpen.
Op 30 september 1956 werd een buurgemeente aan Wajima toegevoegd en op 1 februari 2006 nogmaals.

### Aardbeving en brand op 1 januari 2024
Op 1 januari 2024 om 16:10 u Japanse tijd werd de regio (met name Okunoto) getroffen door een zware aardbeving (7,6 op de schaal van Richter). Er volgde 16:21 u een tsunami met een golfhoogte van 1,2 meter. Om 16:18 u en 16:56 u waren er nog twee zware bevingen van 6,1 respectievelijk 5,8 . De aardbeving van 16:10 had volgens de "seismische intensiteitschaal", die door het Japans Meteorologisch Instituut ontwikkeld is, een intensiteit van zeven. Dit is de hoogste intensiteit van deze schaal, die van nul tot zeven loopt. De twee bevingen die om 16:18 en 16:56 volgden hadden een seismische intensiteit van vijf. Op 2 januari was er nog een beving met intensiteit vijf in het noorden van het schiereiland Noto, 3 januari waren er twee bevingen van vijf en 6 januari weer een van vijf en een van zes.
1 januari 2024 ontstond er rond vijf uur 's middags een grote brand in de winkelstraat Asaichi-dori, waarbij ongeveer 200 gebouwen in vlammen opgingen, waaronder de ochtendmarkt en het "Go Nagai Mangaka Museum". De brand kon niet door de plaatselijke vrijwillige brandweer geblust worden doordat er geen water uit de brandputjes kwam door diverse lekken in de waterleiding. Ook kon de brandweer uit nabijgelegen plaatsen niet op tijd komen door een slechte bereikbaarheid. Als gevolg van de aardbeving zaten er scheuren in het asfalt en lagen er obstakels op de weg zoals stenen en boomstammen. 
Ten minste 98 mensen in Wajima kwamen om het leven als gevolg van de aardbeving. Zeventien personen uit Wajima zijn vermist (de stand op 18 januari 2024). Een groot aantal gebouwen raakte beschadigd of stortte in.
Er werden na de aardbeving 164 locaties in Wajima als evacuatiecentrum ingericht. Op 15 januari verbleven 6.355 personen uit Wajima in zo'n evacuatiecentrum. 46 procent van de inwoners van Wajima is ouder dan 65. Er was twee weken na de ramp nog geen stromend water. Er wordt dagelijks bij de distributiecentra drinkwater in flesjes uitgedeeld. 
18 januari zaten 4800 huishoudens in Wajima zonder elektriciteit en 10.000 huishoudens zonder water uit de kraan.

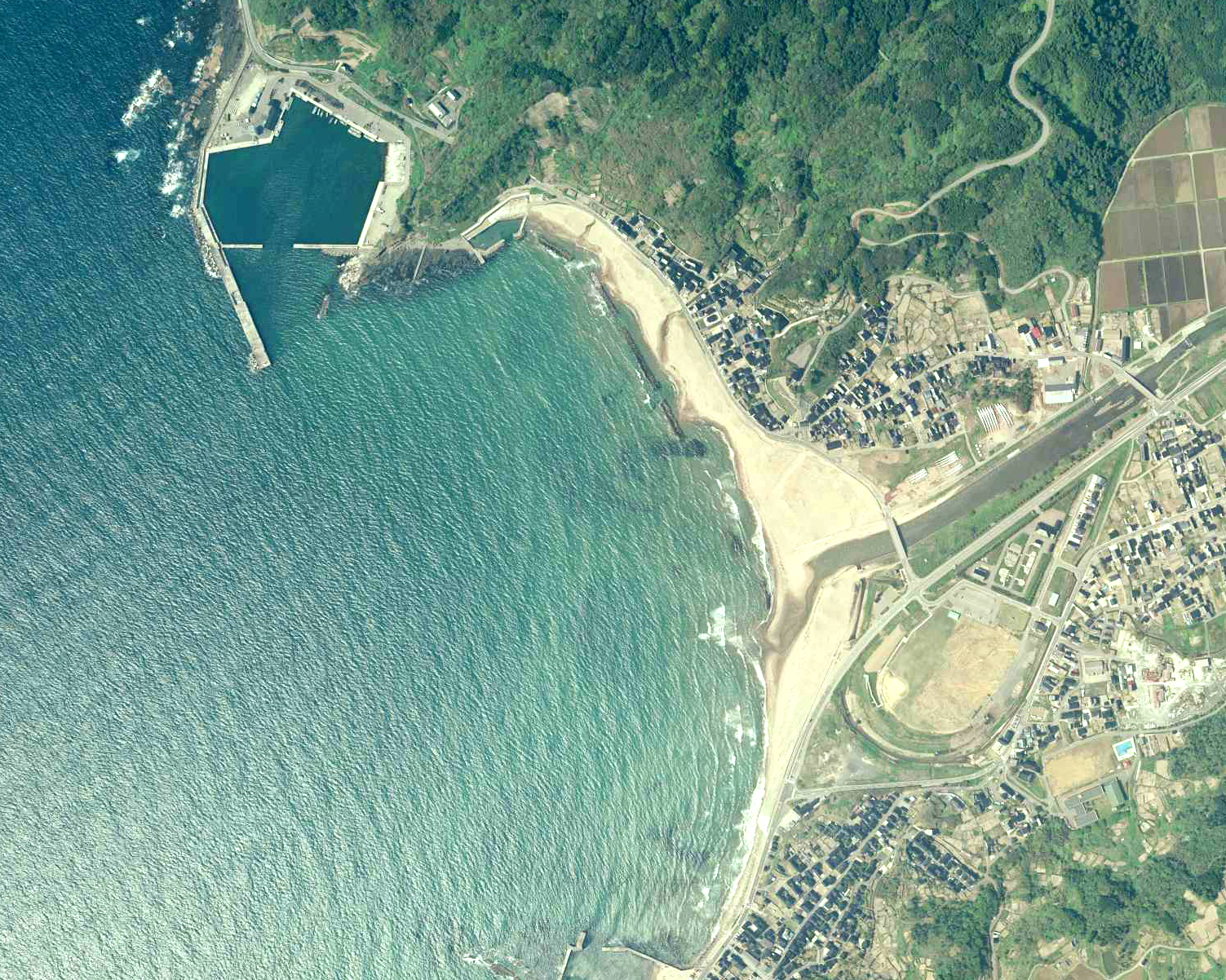
Luchtfoto van de Kaiso vissershaven, gefotografeerd op 8 mei 2010

De bodem van een deel van de Kaiso vissershaven werd door de aardbeving vier meter opgehoogd, waardoor een gedeelte van deze haven droog kwam te liggen.

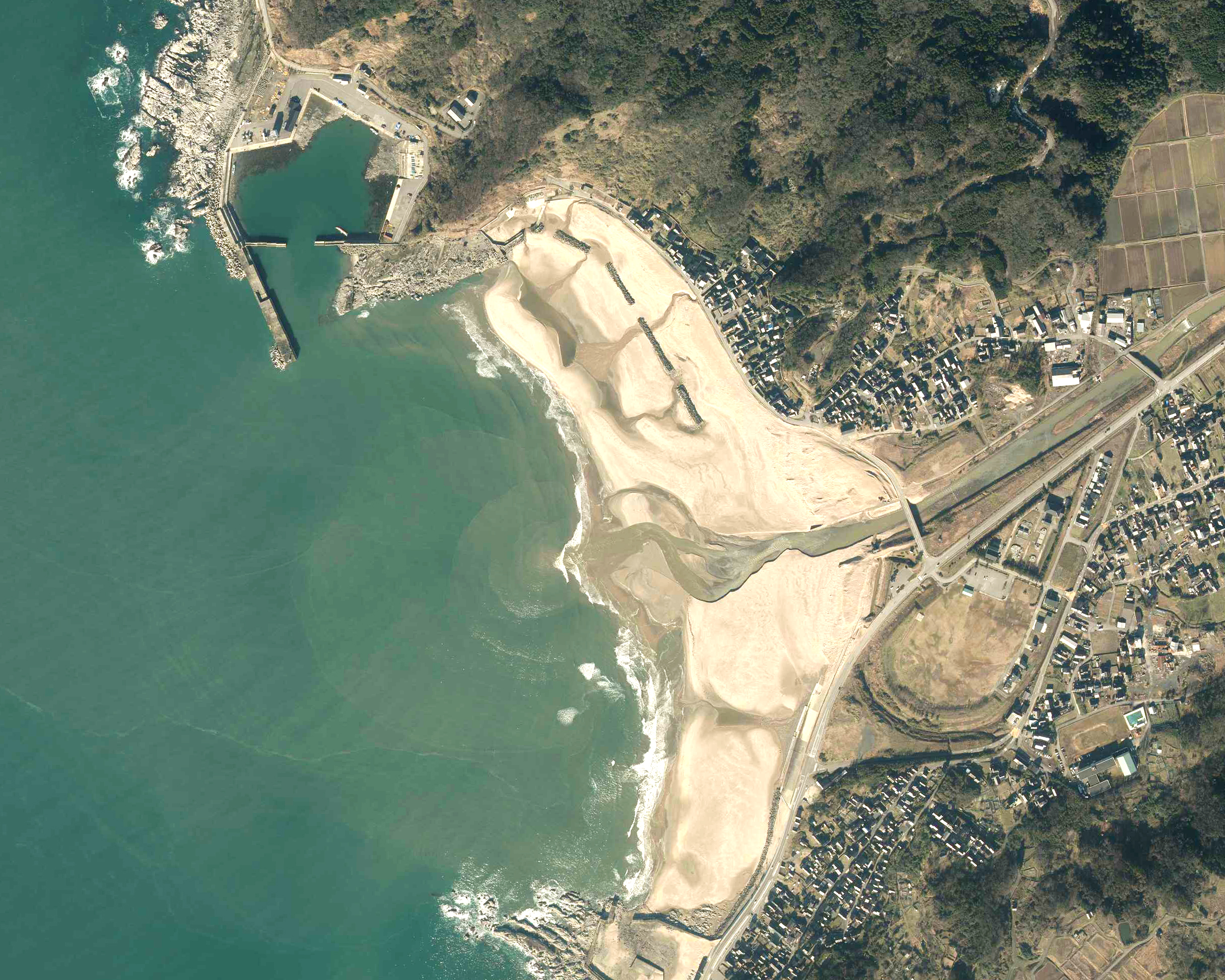
Luchtfoto van de Kaiso vissershaven na de aardbeving van 1 januari 2024, gefotografeerd op 11 januari 2024

## Verkeer
Het Noto-vliegveld, geopend in 2003, ligt in Wajima. Vanaf dit vliegveld zijn er vluchten naar nationale luchthavens.
Wajima ligt aan Noto-autoweg en aan de autoweg 249.

## Bezienswaardigheden
- Ochtendmarkt (Asa-ichi) (Op 1 januari 2024 is deze markt afgebrand)
- Wajima Shikki-Kaikan, het museum voor lakwerk. Het hele productieproces van lakwerk en de vele soorten lakwerk worden getoond.

## Geboren
- Tsuyoshi Yamanaka (1939-2017), zwemmer
- Go Nagai (1945), mangaka

## Aangrenzende gemeentes
- Suzu (in het Noordoosten)
- Noto (in het Oosten)
- Anamizu (in het Zuidoosten)
- Shika (in het Zuidwesten)